# Landesmuseum Württemberg

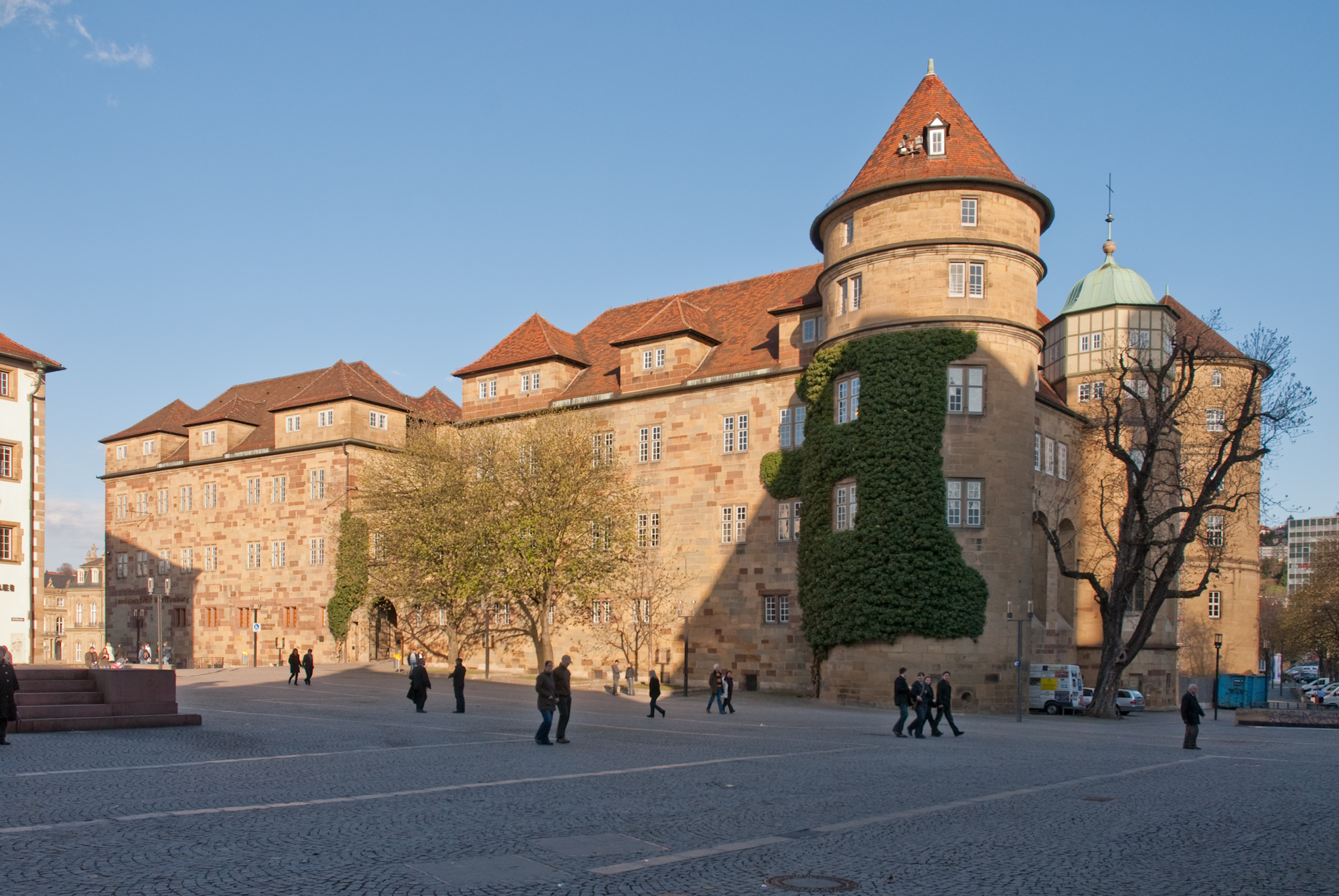
Altes Schloss Stuttgart vista da Schillerplatz.

Il Landesmuseum Württemberg (denominato "Württembergisches Landesmuseum" fino al 2005) di Stoccarda è stato fondato nel 1862 dal re Guglielmo I di Württemberg, anche se le sue origini risalgono già al XVI secolo. Nella Kunstkammer i duchi raccolsero tutto ciò che era raro, prezioso o anche stupefacente. Nel 2006 il museo di storia della cultura è stato ridenominato, con il consenso del governo dello Stato del Baden-Württemberg, in "Landesmuseum Württemberg".
L'obiettivo del museo è di presentare la storia del Land dall'età della pietra fino ai giorni nostri, passando attraverso i Celti, i Romani, gli Alamanni, il Medioevo, il Rinascimento e il Barocco. Le esposizioni coprono inoltre l'intera Europa, ad esempio sull'Antichità classica, sugli oggetti in vetro e d'artigianato, le monete, gli orologi, gli strumenti scientifici, i tessuti e gli strumenti musicali. Ogni anno il Landesmuseum Württemberg è visitato da circa 280.000 persone.

## Storia

### Dalla Kunstkammer al museo
La Kunstkammer ducale è stata l'origine dell'attuale Landesmuseum Württemberg. La sua prima attestazione risale al 1596, all'interno di una relazione di Felix Platter, un medico di Basilea. Il duca Federico I ha posto le basi della raccolta durante il proprio regno, durato dal 1593 al 1608. Essa era costituita in origine dagli oggetti riportati dai suoi viaggi in Italia, in Ungheria e dalle zone dell'odierna Austria. La collezione è stata poi ampliata dal suo successore, il duca Giovanni Federico, deceduto nel 1628. Durante la Guerra dei Trent'anni la raccolta è stata in parte saccheggiata, ma il duca Eberardo III la ha nuovamente ampliata, presentando a Stoccarda una nuova Lusthaus e assumendo un archivista. Il catalogo della raccolta della Kunstkammer era inizialmente costituito per lo più da pezzi di antichità classica, in particolare dell'antichità romana; in seguito, sono state aggiunte collezioni di monete, minerali, suppellettili da cucina, regali di altri principi e curiosità di vario tipo. Nel 1886, il gabinetto d'arte romana è divenuto un vero e proprio Museo di Stato, la "Staatssammlung vaterländischer Altertumsdenkmale". Dopo la fine della monarchia, nel 1918, la collezione è stata trasferita allo Stato, ma la questione della proprietà è rimasta irrisolta per diverso tempo. È seguita una lunga trattativa tra lo Stato del Württemberg e il casato dei Württemberg, dovuta principalmente alla valutazione dei valori materiali. Nel 1922, la raccolta è stata trasferita in un'ala del "Castello Nuovo", nel reparto delle collezioni dello Stato di Württemberg. Nel 1927, il valore delle collezioni è stato infine valutato 3 Milioni di marchi d'oro. Con il Casato dei Württemberg è stato infine concordato il pagamento di una pensione annua di 123.000 Marchi fino al 1937. Nel 1939, all'inizio della seconda guerra mondiale, le scorte sono state trasferite nell'ex monastero di Schöntal. Le prime mostre, anche se con un numero di pezzi limitato, furono realizzate dalla fine degli anni 1940. Nel 1971 l'intera collezione è stata riaperta al pubblico nella Torre Sud del Castello Vecchio, ormai ricostruito.

### Direttori
- Konrad Dietrich Haßler (1867–1873)
- Adolf Haakh (1879–1881)
- Eduard Paulus (1892–1899)
- Eugen Gradmann (1899–1920)
- Johann Buchheit (1920–1931)
- Peter Goessler (1932–1934)
- Walther Veeck (1936–1941)
- Werner Fleischhauer (1943–1945)
- Julius Baum (1947–1952)
- Werner Fleischhauer (1952–1967)
- Siegfried Junghans (1968–1978)
- Claus Zoege von Manteuffel (1978–1991)
- Volker Himmelein (1991–2005)
- Cornelia Ewigleben (2005-2020)
- Astrid Pellengahr (dal 2021)

### Edificio del museo
Il palazzo vecchio è stato per quattrocento anni la residenza principale dei conti e dei duchi di Württemberg, fino ancora ai primi anni del XVIII secolo, in cui avvenne il trasferimento a Ludwigsburg e la costruzione del nuovo castello di Stoccarda. Si è anche corso il rischio della demolizione dell'Altes Schloss, visto che perfino Goethe nel 1797 lo giudicò inadatto alle scenografie delle rappresentazioni teatrali.

Il periodo iniziale della costruzione risale alle origini stesse della città di Stoccarda. Pare che intorno al 950 il duca Liudolfo di Svevia avesse costruito un castello a beneficio del figlio Ottone I, con l'obiettivo di costituire una solida protezione dall'invasione degli Ungari. Nel 1325 si costruì la sala dei cavalieri (Dürnitzbau). L'apice dei lavori di edificazione è stato raggiunto nel XVI secolo, quando il celebre duca Cristoforo di Württemberg trasformò l'edificio in un castello moderno, all'epoca considerato come la più bella corte rinascimentale tedesca. Nel corso dei secoli si è provveduto a ulteriori interventi migliorativi, ad esempio con la costruzione nel 1560 della chiesa del castello da parte di Blasius Berwart, consacrata poi nel 1562, e della progettazione della sala delle conferenze in stile barocco. Il 21 dicembre 1931 si è verificato il maggiore disastro della storia dell'edificio: la sala dei cavalieri è stata completamente distrutta da un incendio, assieme a due torri. La ricostruzione, effettuata da Paul Schmitthenner, grazie a finanziamenti ottenuti tramite donazioni, è stata tuttavia interrotta durante la seconda guerra mondiale.

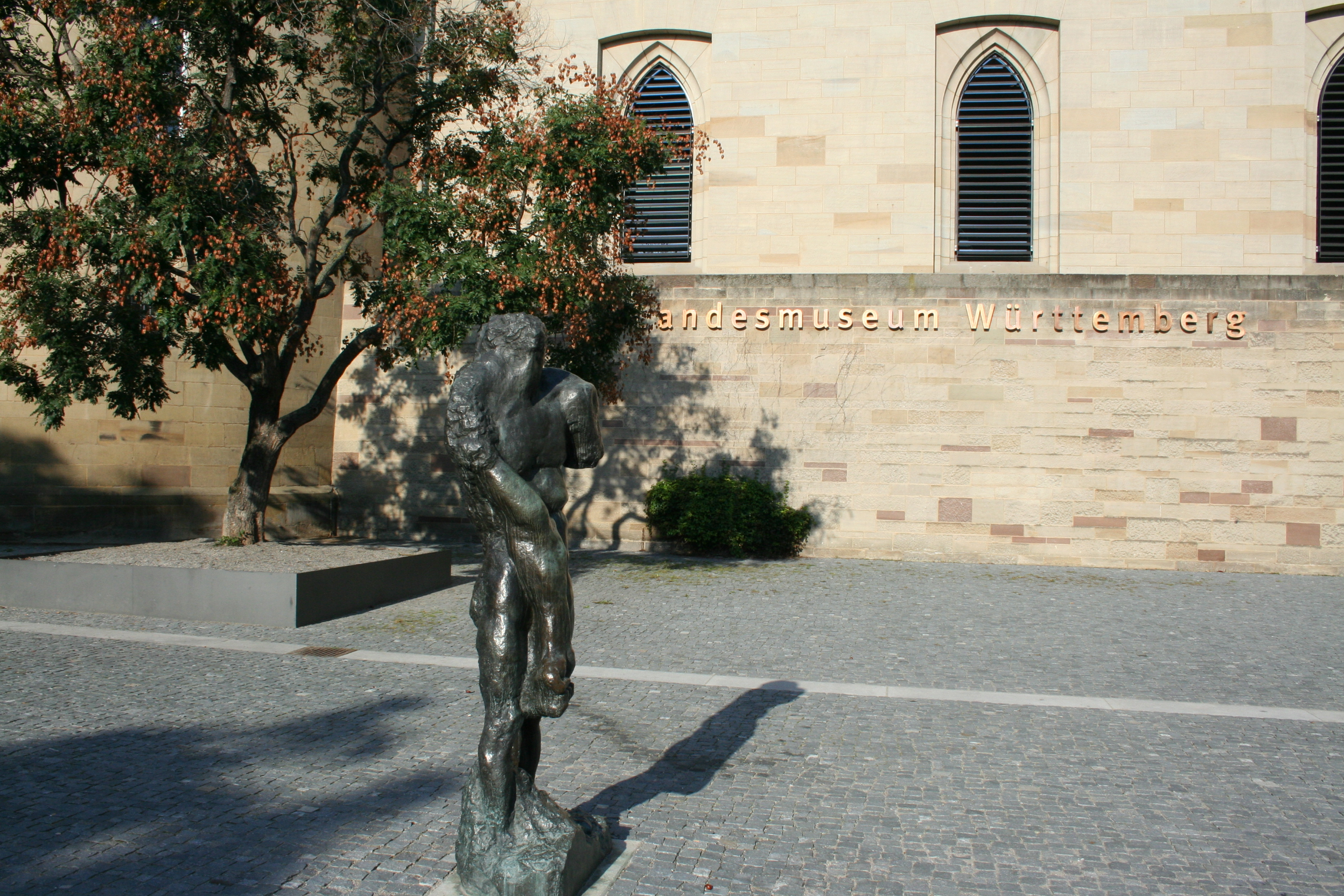
L'Alte Schloss visto da Karlsplatz.

Nel 1944 il palazzo non era, dunque, ancora stato completamente restaurato. Tuttavia fu colpito dai raid aerei e dagli incendi, che causarono la distruzione di due terzi del cortile porticato. Nel periodo che va dal 1947 al 1969, è stato ricostruito il porticato, assieme al Dürnitzbau, da Paolo Schmitthenner, in conformità con l'architettura originaria. Il restauro finale rende dunque pienamente l'idea della costruzione originaria, nonostante alcuni particolari ne differiscano.
L'incendio del 1931 ha distrutto comunque gran parte delle collezioni, ad esempio la collezione etnografica di arte popolare, troppo ingombrante per essere tratta in salvo. Nel 1948/49 sono state riallestite le prime esposizioni provvisorie del Museo Württemberg e aperte così al pubblico, mentre solo nel 1971 è stata riaperta la Dürnitzbaus dopo la sua ricostruzione.
Successivamente, è stato allestito anche un memoriale dedicato a Claus von Stauffenberg e all'attentato a Hitler del 20 luglio 1944, visitabile da un ingresso separato sul lato del Castello affacciato su Karlsplatz.

### Atrio di ingresso
All'ingresso, sono presenti tre dipinti della famiglia reale dei Wuttemberg e il negozio del museo. In un angolo vi è un monumento dedicato ai fratelli Stauffenberg con una scultura di Urbano Thiersch, che è pure stato coinvolto negli eventi del 20 luglio 1944.

Sguardo sull'ingresso
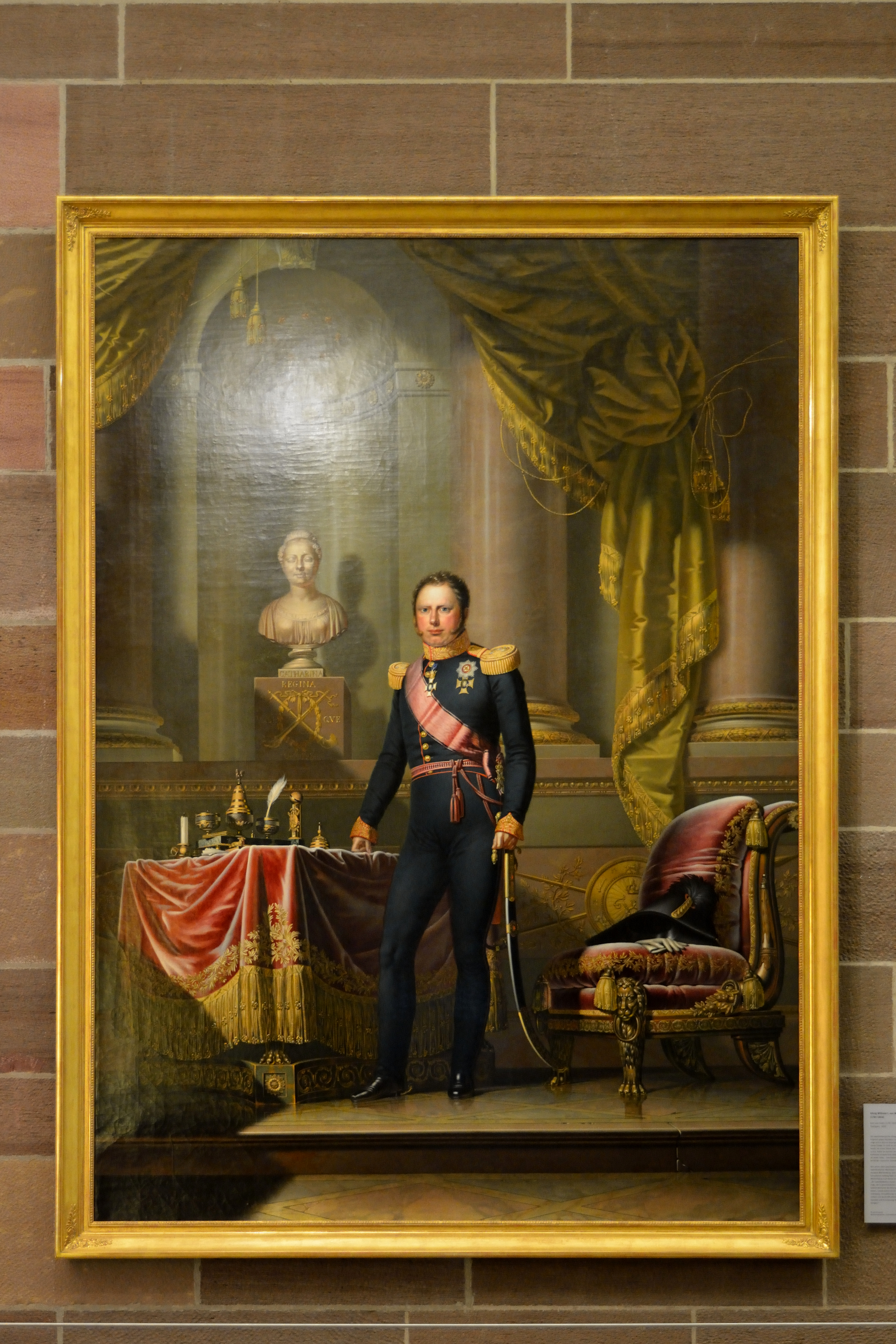
Guglielmo I. (secondo re di Württemberg)
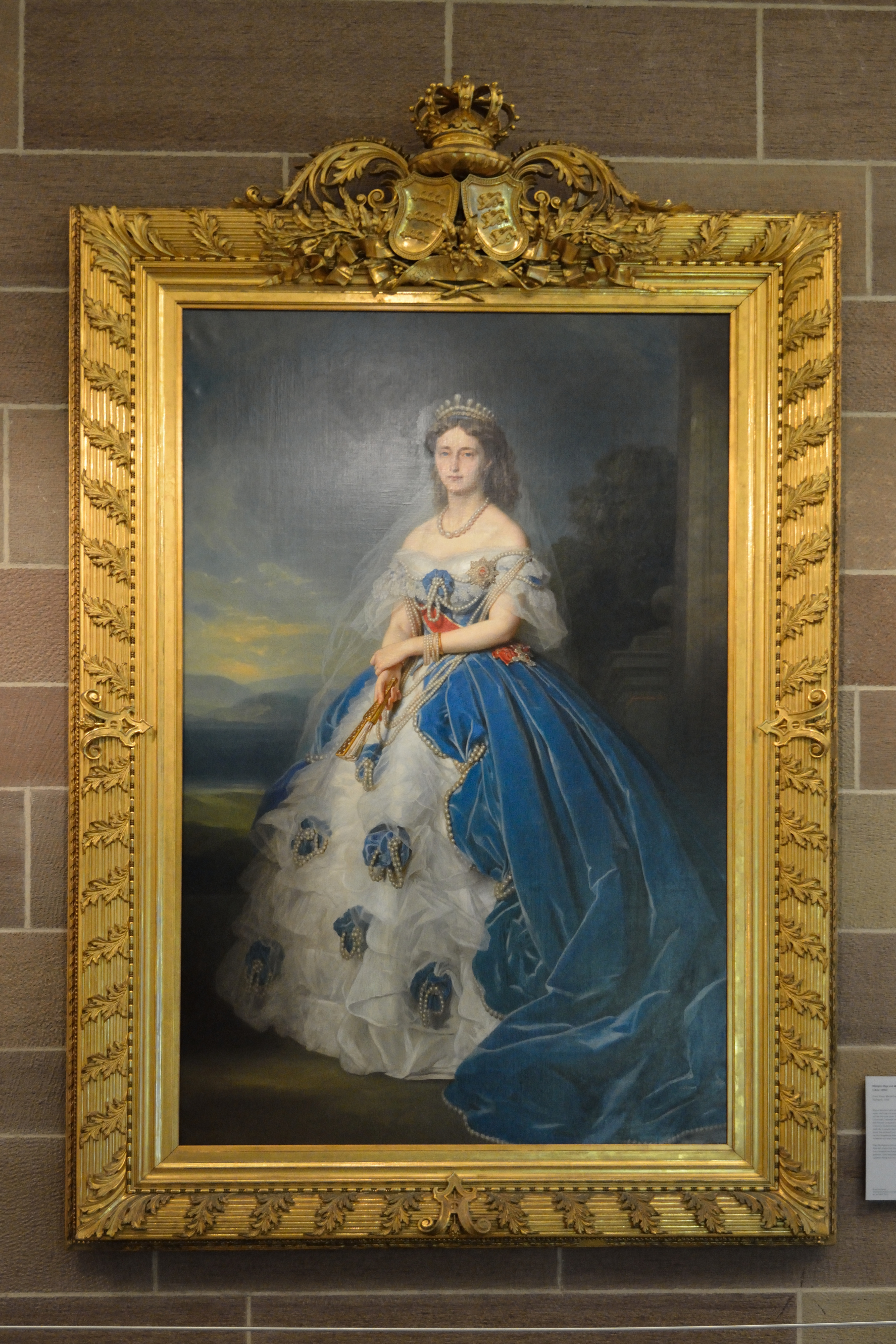
Olga di Württemberg
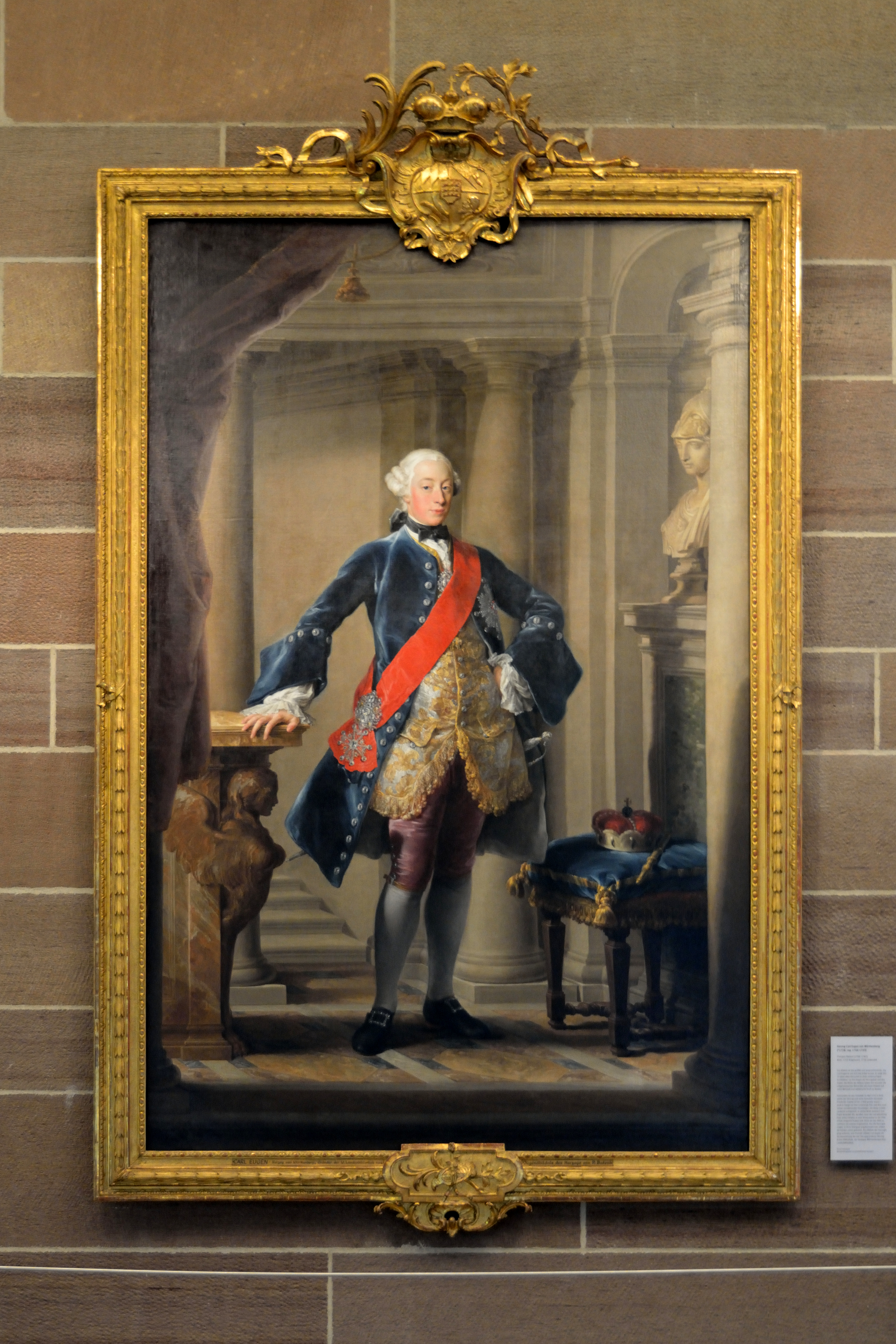
Duca Carlo Eugenio di Württemberg
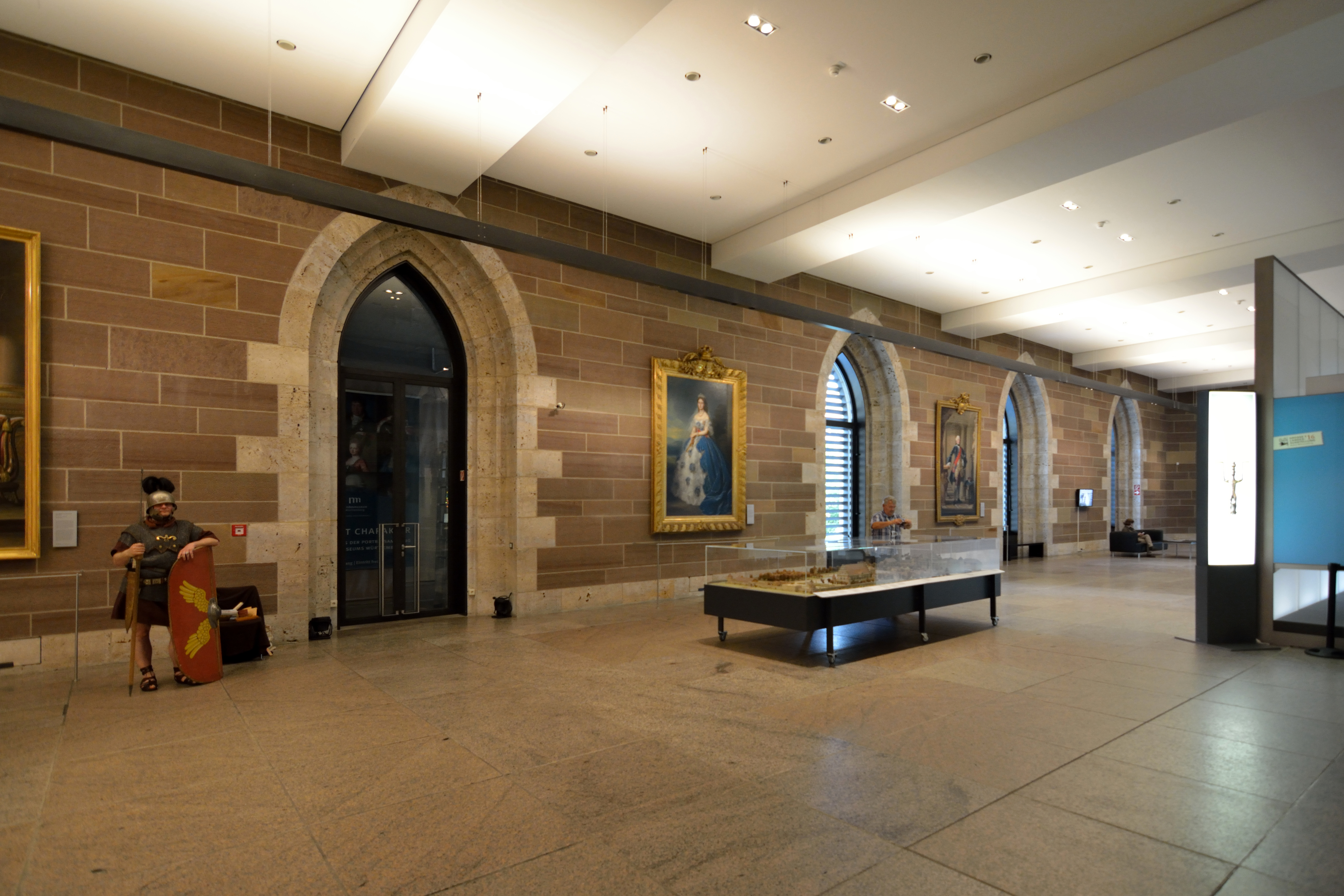
Ingresso del museo
Monumento ai Fratelli Stauffenberg

## Raccolte

### L'esposizione dei "Maestri leggendari"

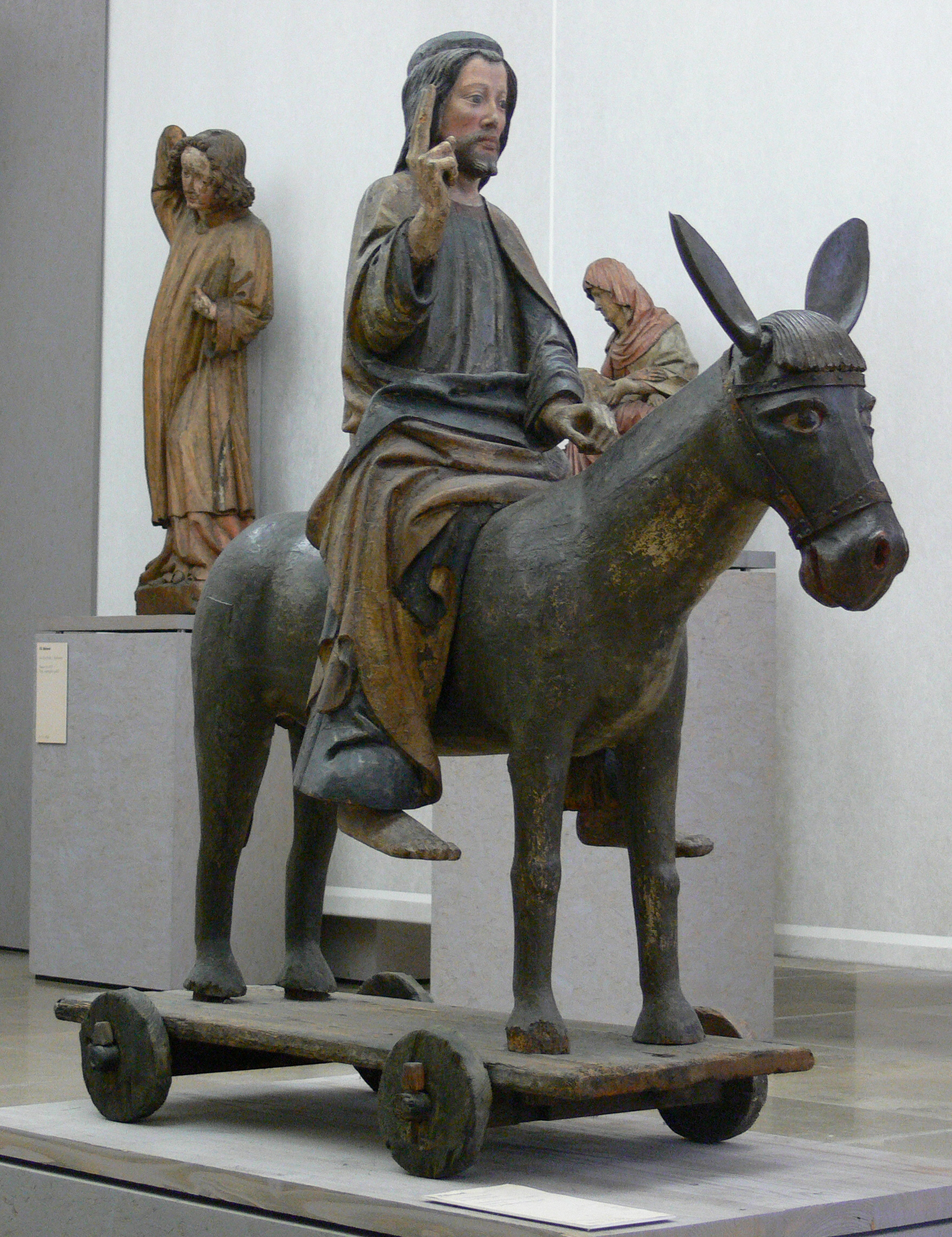
Figura di Cristo su un mulo (in tedesco Palmesel) (XIV sec.).

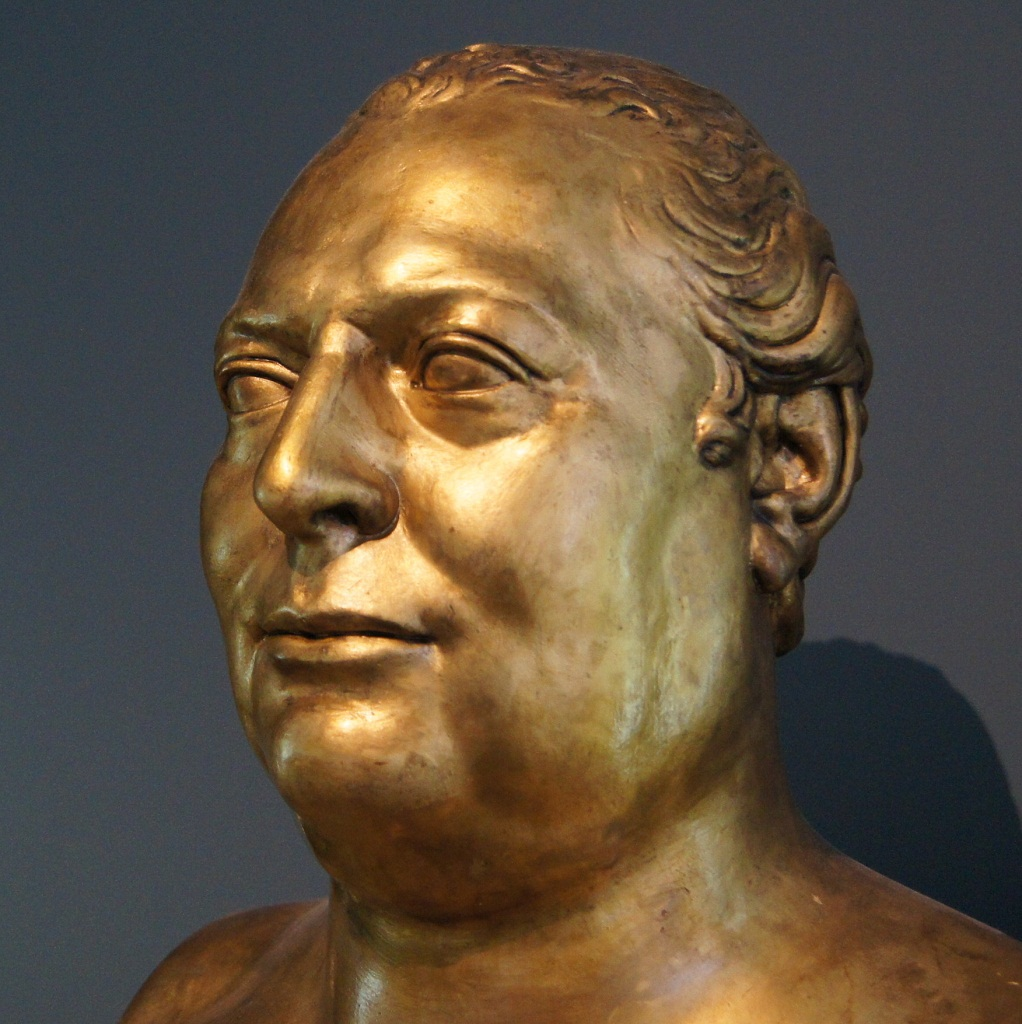
Re Friedrich von Württemberg (1816).

In occasione del 150º anniversario del Landesmuseum Württemberg è stata allestita, al 2º piano del museo, la mostra permanente "Legendäre MeisterWerke. Patrimonio culturale del Württemberg". In questa mostra lo sviluppo culturale e storico del Württemberg è illustrato attraverso una carrellata temporale che va dall'età della pietra fino alla I Guerra Mondiale, con più di 1.000 reperti storici e culturali.

#### L'ingresso del museo
L'esposizione del museo si apre con una mappa che mostra l'estensione territoriale del Ducato successivamente unito nel territorio del Württemberg. Il visitatore è condotto in un percorso che lo porta dai reperti più antichi agli oggetti più recenti.

#### Età della pietra
L'età della pietra è stata suddivisa in diversi periodi di tempo, a partire dall'era glaciale. Tale periodo è rappresentato da alcuni armadi bianchi che ricordano appunto i ghiacci dell'era glaciale. Qui è esposto ad esempio il flauto d'osso, ricavato dal cigno selvatico, che è uno dei più antichi strumenti musicali del mondo (con circa 40 000 anni di età).
Sono poi esposte molte piccole sculture rinvenute sul Giura Svevo. All'inizio della mostra si può ammirare il Löwchenköpfchen - una scultura animale molto realistica di un leone delle caverne, di cui il solo pezzo esposto è stato rinvenuto - e un mammut. Entrambe le sculture di avorio provengono dalla grotta Vogelherd nel circondario di Heidenheim e sono anch'esse databili a circa 40.000 anni di età.

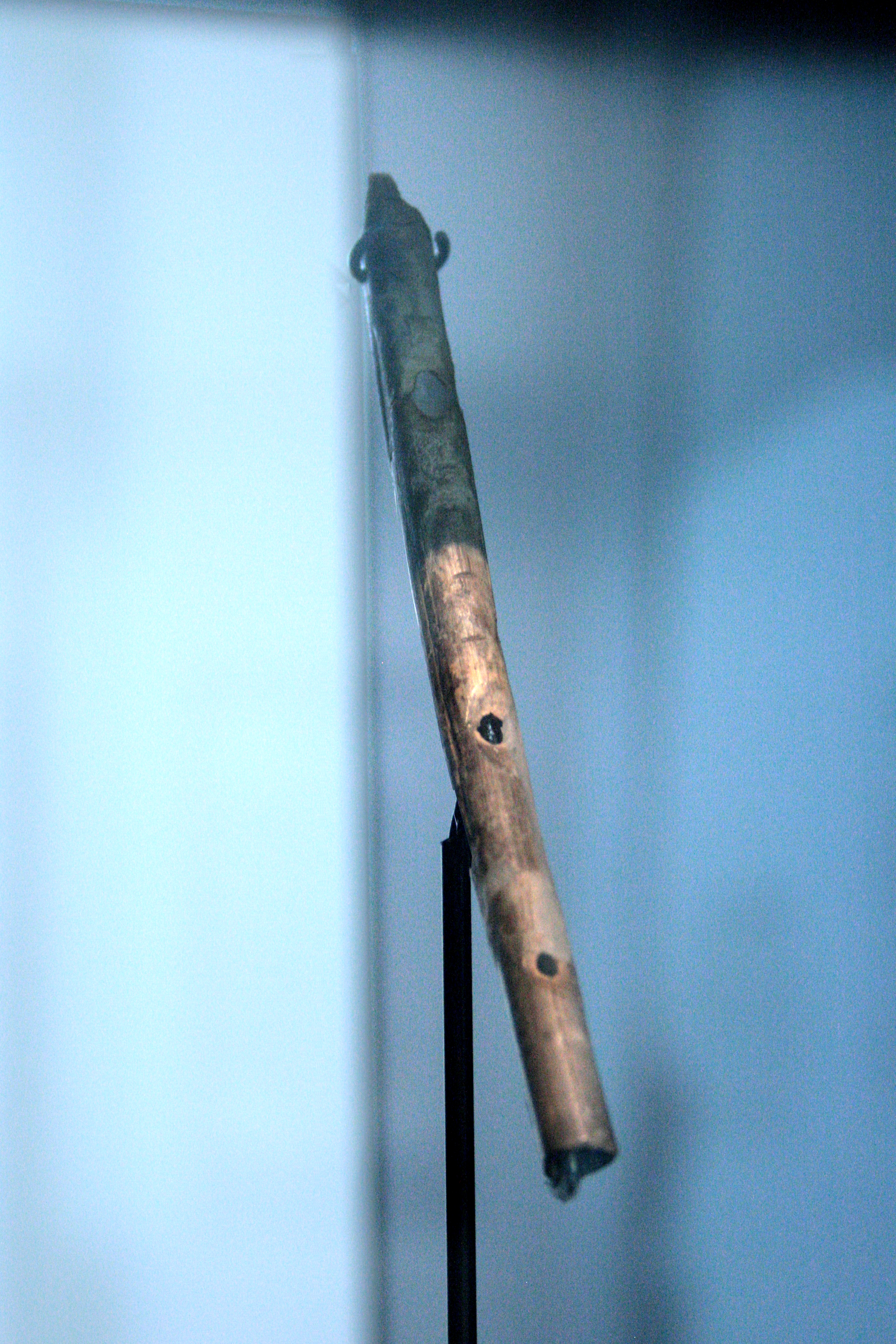
L'antichissimo flauto esposto nel museo e datato 35.000 - 40.000 anni fa.

#### Sotto il dominio romano
L'esposizione permanente "Sotto il dominio romano" fornisce una panoramica della Germania sud-occidentale al tempo della dominazione romana, dal I al IV secolo a.C. Attraverso diverse aree tematiche sono illustrati tutti gli aspetti della vita di una provincia di confine dell'Impero Romano. Le opere esposte forniscono un'idea della vita quotidiana, attraverso i quali vengono illustrati vari temi: i mestieri militari, economici e commerciali, l'artigianato così come nella religione, la fede nella vita dopo la morte, le invasioni di tribù germaniche e il graduale ritiro dei Romani dalla zona della riva Destra del Reno. La maschera, rinvenuta presso Pfrondorf, è una delle meglio conservate del suo genere.

#### La vita cristiana nel Medioevo
Significativa nel contesto della Storia dell'Arte è la collezione di arte sacra del Medioevo. Con oltre 100 opere, essa è dedicata ai temi centrali dell'iconografia e delle funzioni tipiche dell'arte medievale. L'attenzione maggiore è concentrata al crocifisso, al'immagine di Maria, all'altare e agli oggetti devozionali.

Esempi dell'esposizione
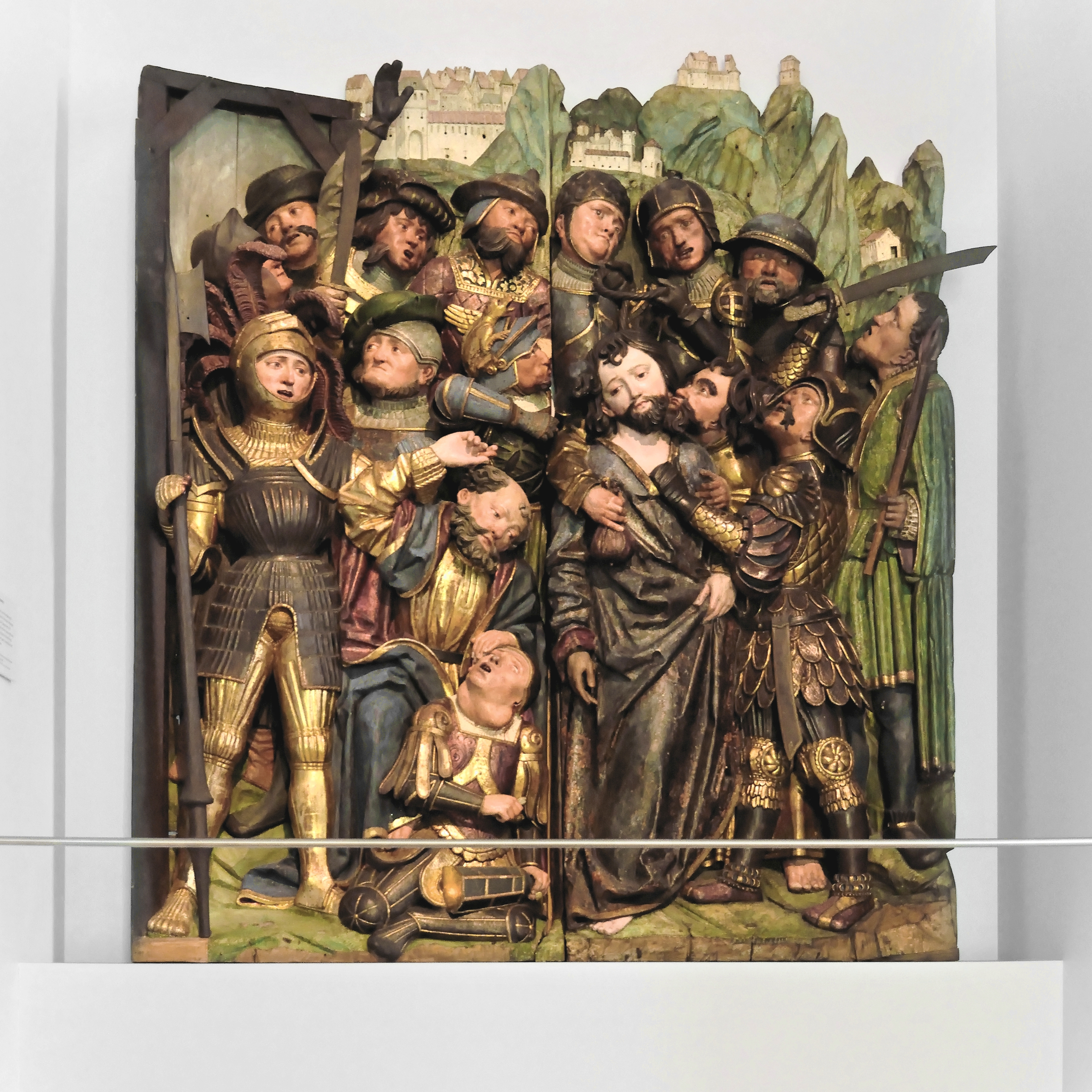
Cristo viene arrestato
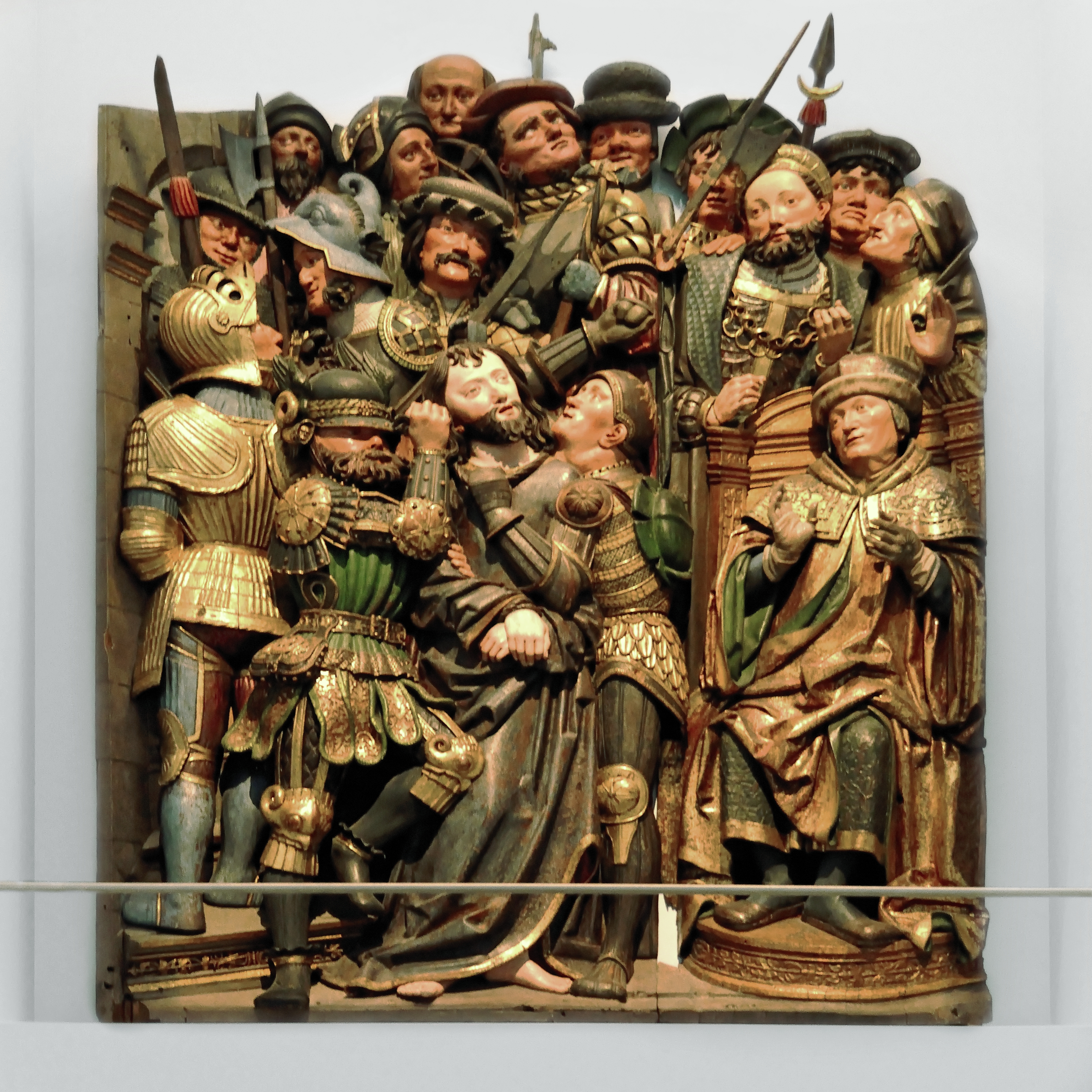
Cristo da Pilato
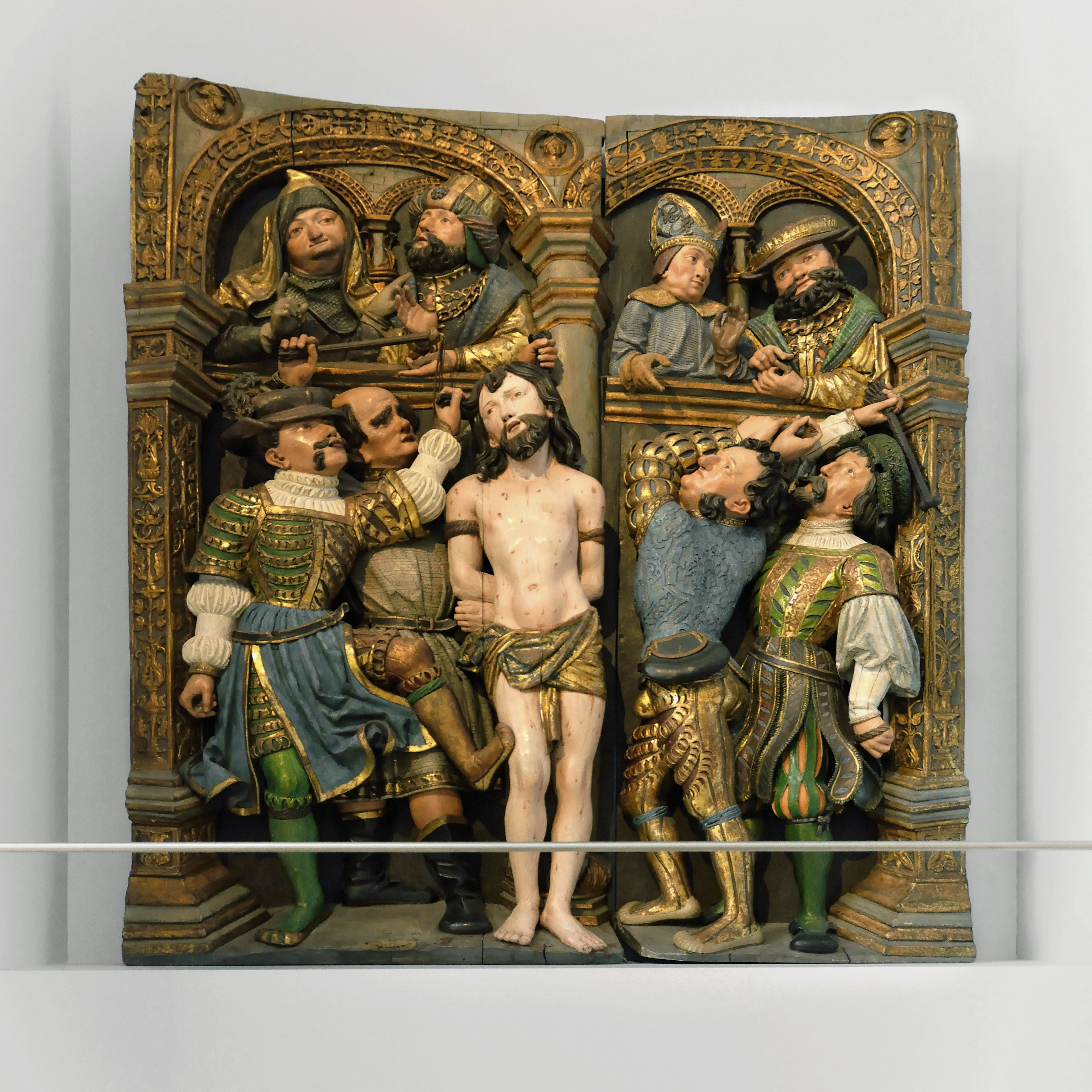
Cristo viene flagellato
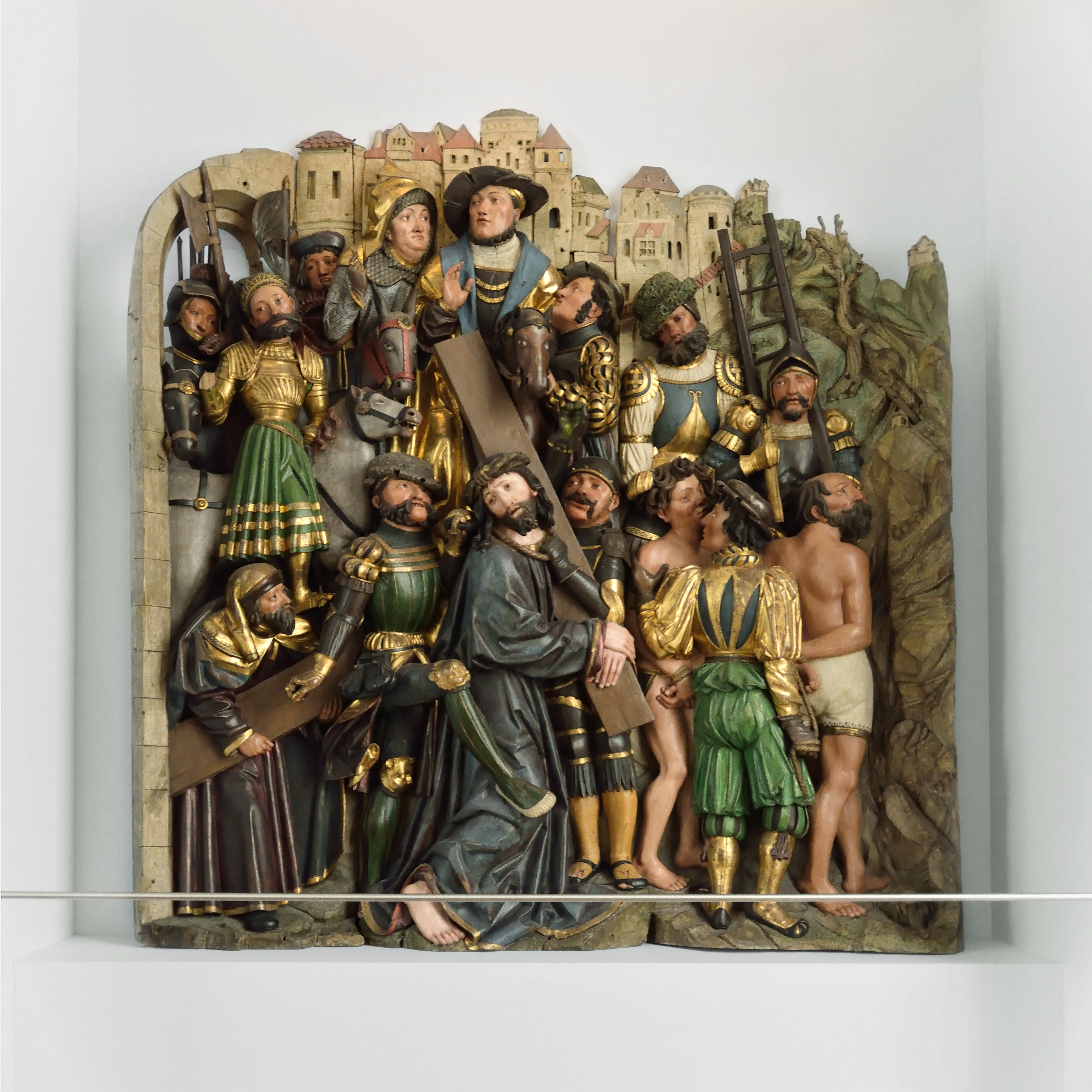
Cristo è obbligato a portare la Croce

#### Ducato e Regno dei Württemberg
I beni e i ritratti dei duchi e re di Württemberg costituiscono il completamento di questa collezione permanente. La Kunstkammer si conclude coi gioielli della corona dei re di Württemberg. Essa, commissionata nel 1806 da re Federico I, è stata realizzata con diamanti, smeraldi e perle; lo scettro è esposto insieme ai gioielli e diamanti del corredo reale.

### La collezione permanente "I veri tesori"(Wahre Schätze)

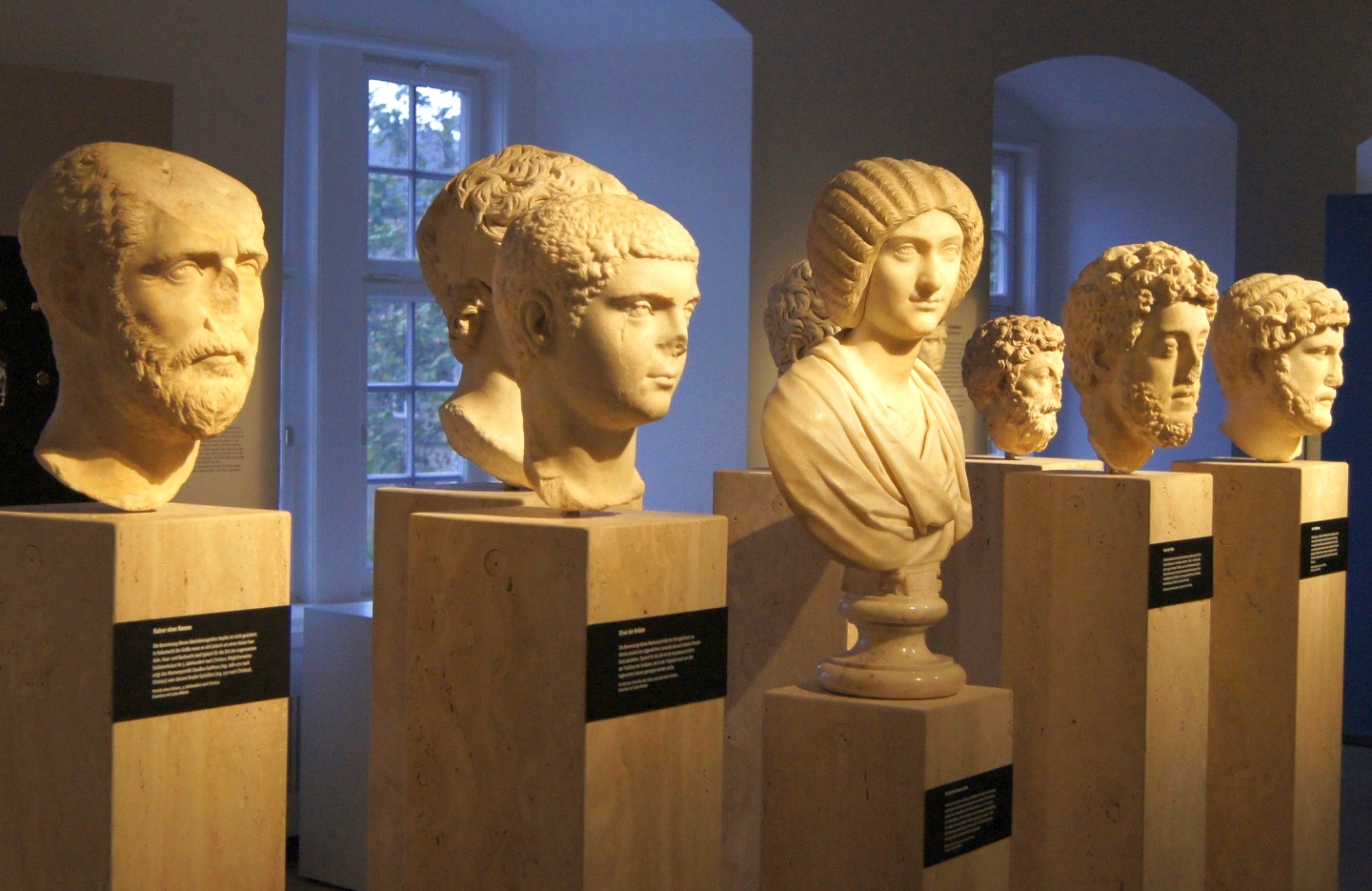
Esposizione delle Antichità: Galleria di ritratti romani.

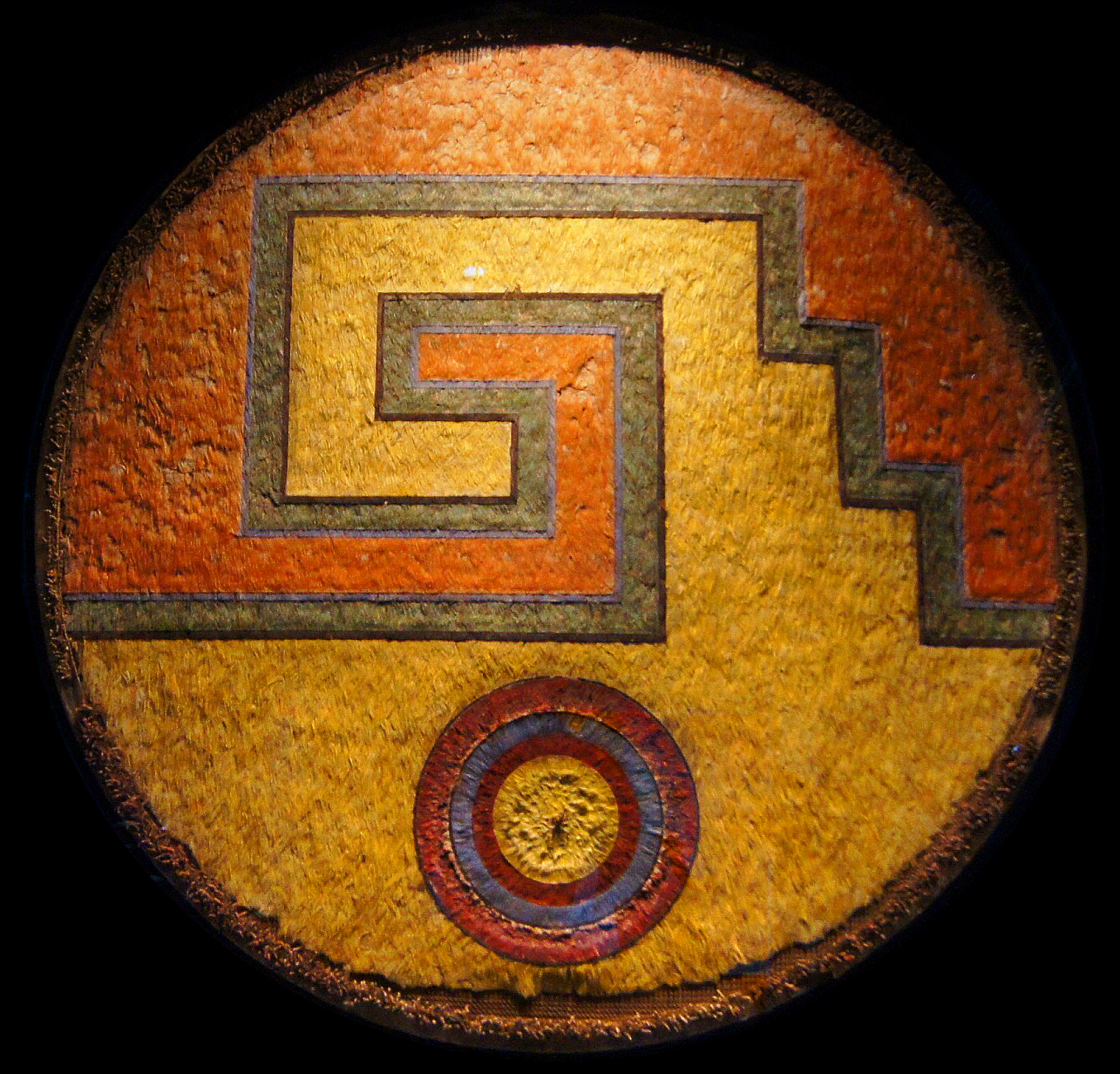
Scudo azteco "Sole e Meandri" (1520).

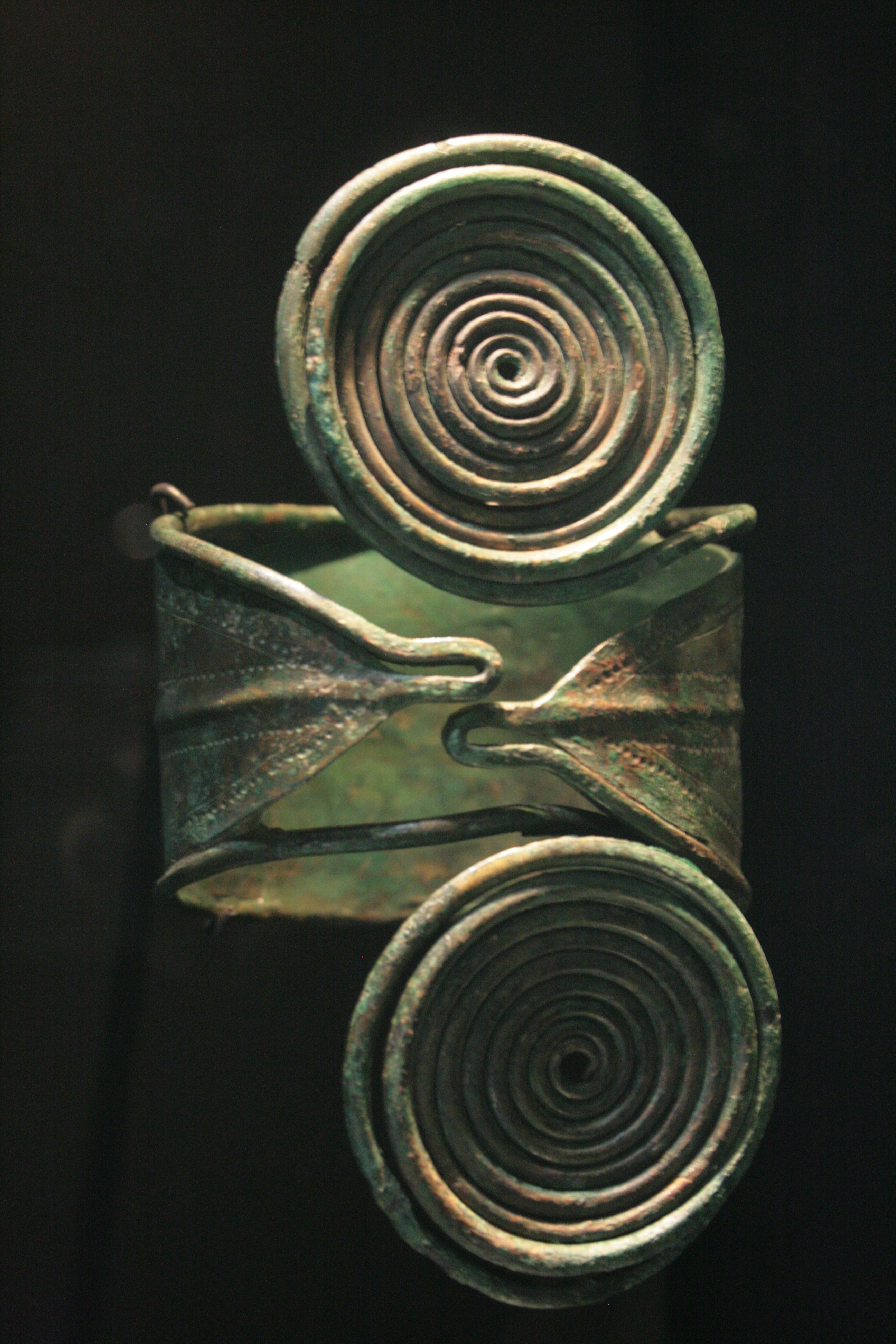
Bracciale celtico esposto al museo.

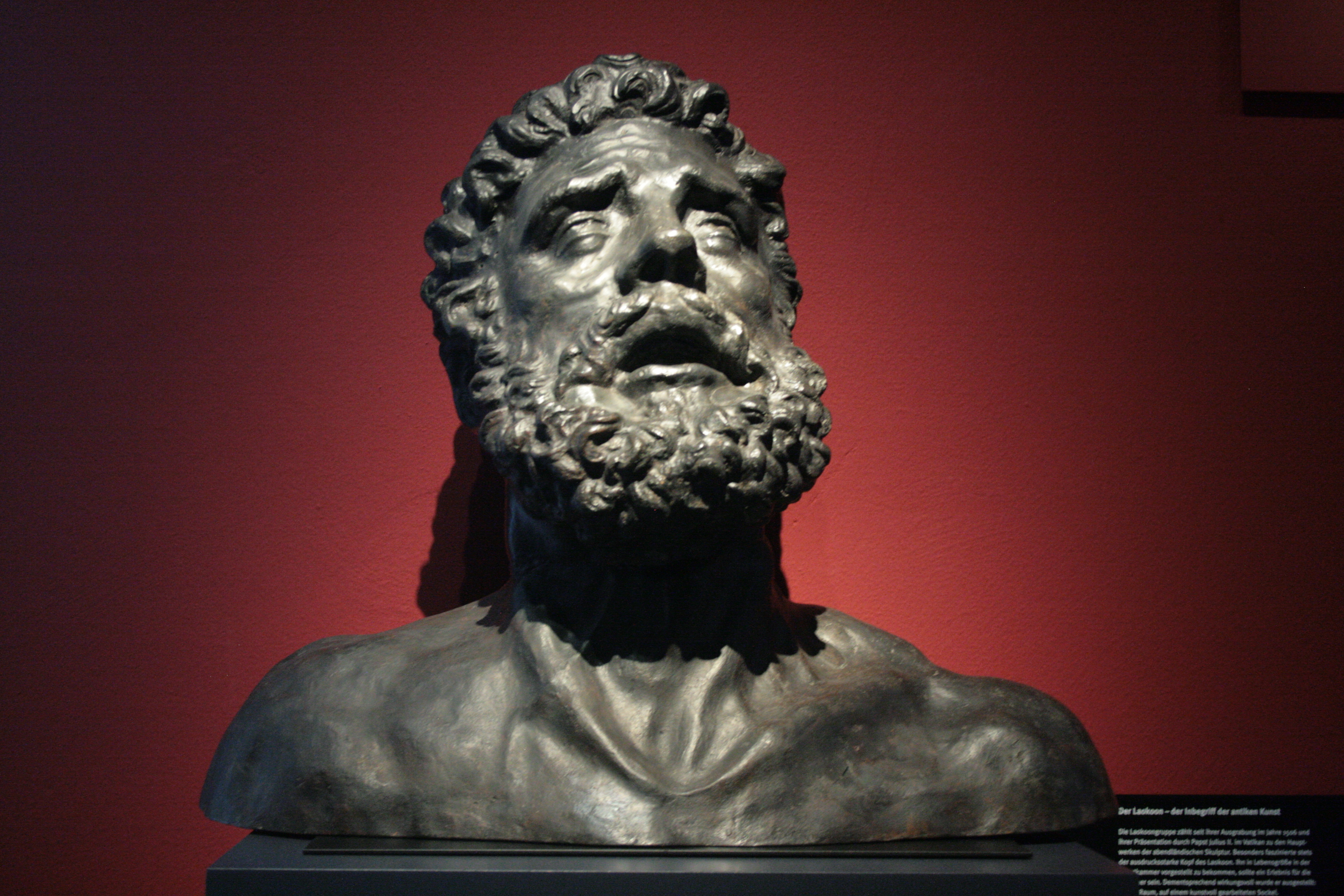
Laocoonte dalla Kunstkammer ducale.

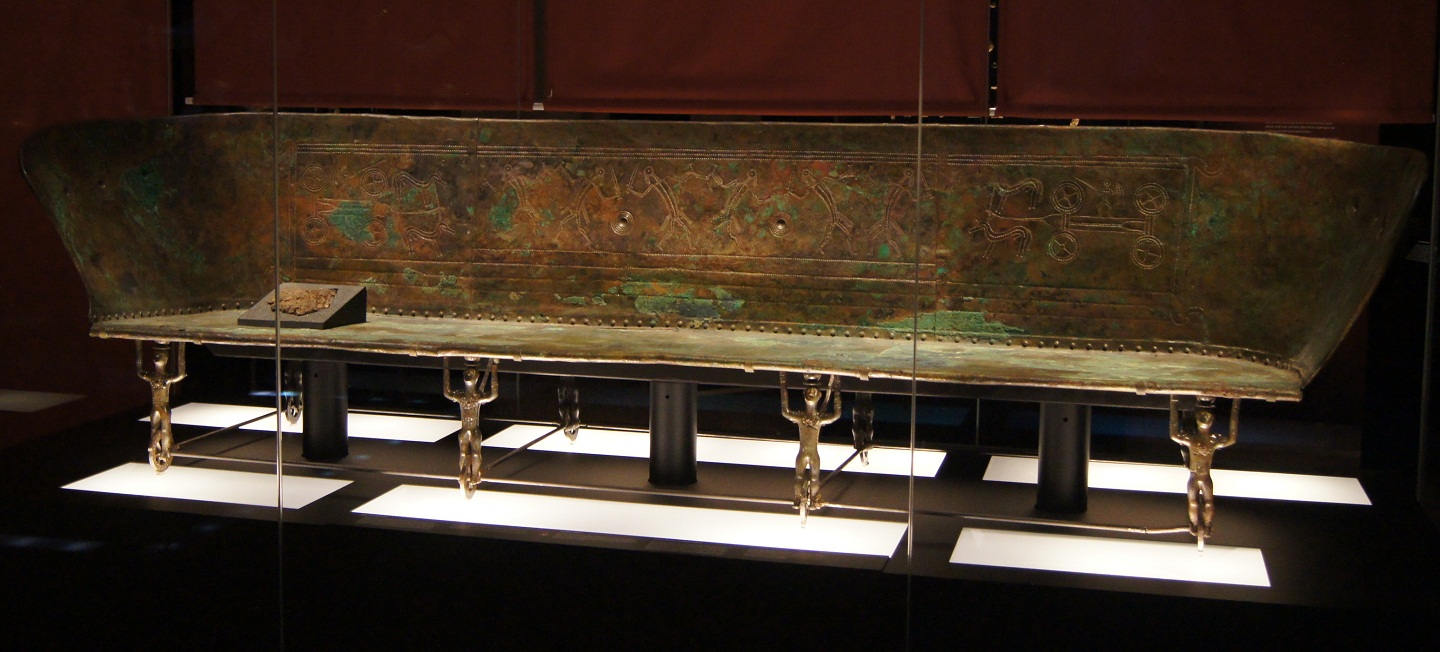
Lettiga funebre celtica del Hochdorfer Fund.

Nel maggio 2016, al primo piano del Castello, è stata aperta la seconda raccolta pubblica importante dal titolo "I veri tesori". Essa è divisa in tre parti: nella prima parte, è esposta una selezione dei pezzi dalla collezione di antichità. Segue poi il nucleo originario della collezione del museo, seguita a sua volta dall'esposizione sui Celti.

#### Le Antichità
La collezione di antiquariato del Landesmuseum Württemberg si compone di quattro parti: la collezione classica, le collezioni della provincia romana, il lapidario romano e la collezione di vetreria antica.
Nella collezione di antiquariato vi sono oggetti provenienti dall'area del Mediterraneo del secolo XIII a.C. sino al V secolo a.C. Il periodo della raccolta incomincia dall'età del Bronzo, attraversa il periodo del massimo splendore della Grecia e gli Etruschi fino al tardo Impero romano. Uno degli oggetti più antichi è un idolo delle Cicladi risalente circa 2500 a.C. Nella collezione sono anche comprese sculture greche, ritratti romani, murales romani, arte etrusca e numerosi ritratti di mummie provenienti dall'Egitto, per esempio, il ritratto di Eirene. Circa 600 Aegyptiaka si trovano al Castello Hohentübingen. Il primo oggetto della collezione di antichità è nella camera di arte ducale (Kunstkammer). Si tratta di una piccola statua in marmo romana di un Giove dolicheno rinvenuto nel porto di Marsiglia e utilizzato dai duchi fin dal 1679. Nei secoli XVII e XVIII le attività di raccolta dei pezzi di antiquariato, a differenza di altre case reali, sono arrivate a un punto morto. Solo nel XIX e XX secolo si ebbe la crescita attraverso varie collezioni private.
Poiché nel commercio d'antiquariato gli oggetti spesso provengono da scavi clandestini e illegali, per cui l'origine degli oggetti spesso non è tracciabile, la gestione del museo ha deciso di non espandere più la collezione di Antichità e di non acquistare più oggetti e, dunque, la collezione viene considerata completa.

#### Il gabinetto delle curiosità dei duchi di Württemberg (Wunderkammer)
Nella camera dell'arte dei duchi sono esposte sia opere di artigianato sia meraviglie della natura. Con due schermi ad aletta aztechi e una scultura di giada la Kunstkammer possiede anche tre dei primi oggetti precolombiani documentati in Europa.

#### Wahre Schätze– Celti
La mostra permanente è sottotitolata "Tombe magnifiche e centri di potere dal VII al V secolo a.C. nel Württemberg". L'esposizione presenta un approccio olistico alla cultura dei primi Celti in Germania occidentale e sulla loro rete di contatti nell'Europa preistorica. Il Museo espone, in questa sezione, una delle maggiori collezioni al mondo su questa epoca.

### Vetro da quattro millenni: la collezione Ernesto Wolf

#### La vetreria antica
Il Landesmuseum Württemberg ha acquisito una delle più grandi collezioni di vetreria di tutto il mondo. La maggior parte del materiale della vetreria proviene dalla collezione del collezionista, nato a Stoccarda, Ernesto Wolf, acquisita dal Landesmuseum negli anni 1991-2003. La vetreria antica presenta un'ampia varietà, che mostra la storia del vetro dalle origini al periodo tardo-romano e bizantino. Gli oggetti più antichi, provenienti dall'ovest asiatico, risalgono all'età del bronzo. I vasi egizi sono testimonianza della prima epoca d'oro del vetro; altri vasi colorati appartengono al periodo romano e il primo periodo ellenistico; l'impressionante varietà di forme romane e bizantine nell'arte del vetro viene esposta anch'essa nella mostra. Tra i momenti salienti della raccolta del vetro vi è un esempio, ottimamente conservato, dell'achemenide Lotus Elf Cup della prima metà del secolo IV a.C..

### Orologi e strumenti scientifici
Oltre alla raccolta di vetreria, tra le più importanti d'Europa in quanto acquisizione del raffinato collezionista privato Ernesto Wolf, è una raccolta di magnifici orologi rinascimentali e strumenti scientifici.

### Collezione di strumenti musicali storici
La collezione di strumenti musicali spazia tra il XVI e il XX secolo e comprende anche strumenti a tastiera di vario tipo. Questa sezione è spazialmente separata dalle altre ed è posta nell'edificio Fruchtkasten.

### Lapidarium romano
Il Lapidario è spazialmente separato all'interno del Castello Nuovo. All'interno, vi sono circa 100 monumenti in pietra, tratti da vaste zone della Germania Est e dalle province romane della Germania Superior e dalla Raetia. Le sculture, i rilievi e le pietre con iscrizioni sono risalenti dalla metà del I alla metà del III secolo a.C. Un pezzo importante di questa collezione è una statua in un buon stato di conservazione di un genio rinvenuto a Bad Wimpfen.

### Arte popolare
La cultura e lo stile di vita quotidiana sono oggetto della raccolta sul folklore del castello Waldenbuch nei pressi di Böblingen. Qui, su un'area di 2500 m², la "cultura popolare", l'ordinario e lo straordinario vengono qui riuniti ed esposti. L'esposizione illustra immagini e visioni del mondo, credenze e superstizioni, abbigliamento e immagini, pubblicità, prodotti di marca e arte popolare. Nella collezione sono presentati i passaggio dall'epoca pre-industriale all'era industriale e post-industriale. A Waldenbuch si trovano di norma esposizioni su temi specifici, tra cui una mostra annuale di presepi.

## Esposizioni temporanee
- Die Schwaben – Zwischen Mythos und Marke (22 ottobre 2016 - 23 aprile 2017). L'obiettivo è stato quello di presentare la genti del sud-ovest tedesco in tutte le loro sfaccettature.
- CHRISTOPH 1515-1568. Ein Renaissancefürst im Zeitalter der ReformationMostra (24 ottobre 2015 - 3 aprile 2016) in occasione del 500º anniversario della nascita del duca Cristoforo di Württemberg, uno dei più noti principi del Land. .[7]
- Kunstschätze aus Hohenlohe (13 giugno - 23 agosto 2015)
- Ein Traum von Rom. Römisches Stadtleben in Südwestdeutschland25 (ottobre 2014 - 12 aprile 2015)
- Im Glanz der Zaren. Die Romanows, Württemberg und Europa (5 ottobre 2013 - 23 marzo 2014)
- Die Welt der Kelten. Zentren der Macht – Kostbarkeiten der Kunst (15 settembre 2012 - 17 febbraio 2013)
- 2010: Freud und Leid in Dur und Moll
- 2009/10: Schätze des alten Syrien. Die Entdeckung des Königreichs Qatna
- 2008/09: Die Piraten. Herrscher der sieben Weltmeere
- 2007/08: Ägyptische Mumien
- 2006/07: Das Königreich Württemberg. 1806–1918 Monarchie und Moderne
- 1977: Die Zeit der Staufer

## Associazione per la Promozione del Landesmuseums Württemberg
L'Associazione per la Promozione del Landesmuseum Württemberg è stata creata nel 1910.
L'obiettivo dell'associazione è quello di creare un collegamento tra il più grande museo di storia culturale del Baden-Württemberg e la coscienza pubblica, e di sostenerne le attività. L'associazione è finanziata dai contributi e donazioni dei suoi membri e tratta acquisti e restauro di opere d'arte, concerti, attività didattiche museali per bambini e giovani, la guida per disabili, conferenze, pubblicazioni, la comunicazione e la negoziazione verso l'esterno.

## Sedi del Landesmuseum Württemberg

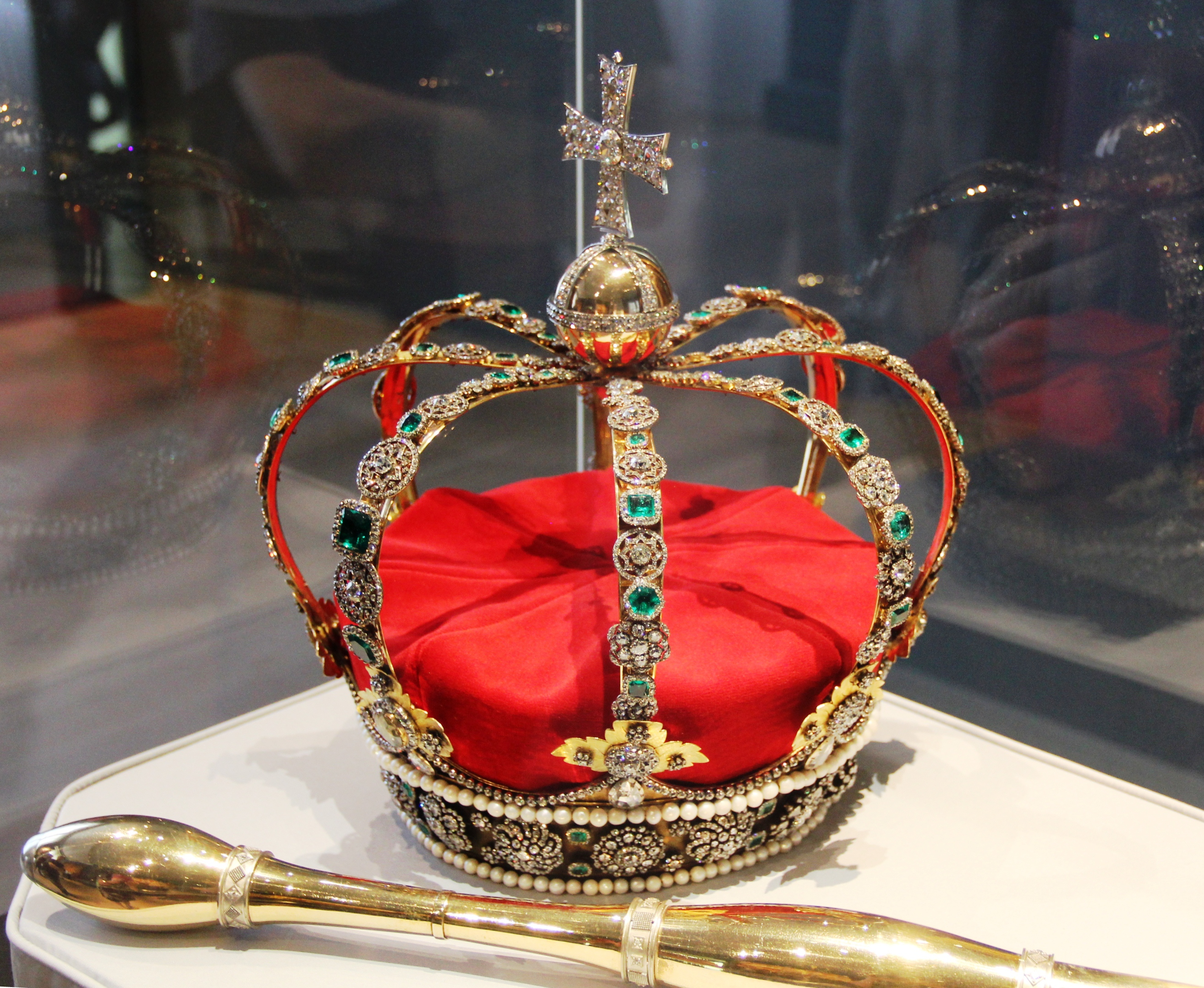
Corona reale Württemberg del 1806, davanti allo scettro.

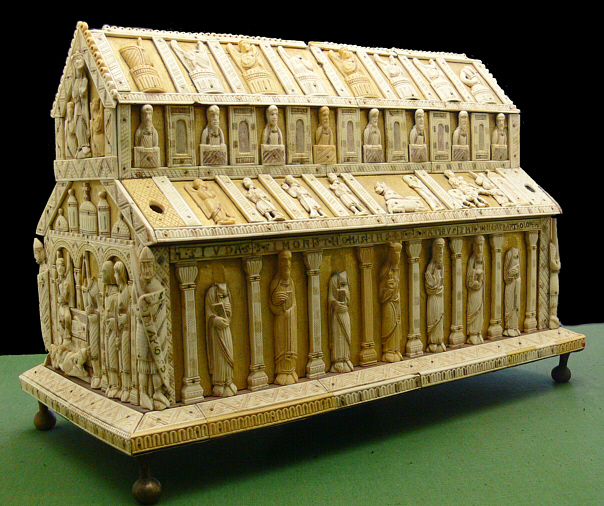
Reliquienschrein, Colonia (1200).

Il Landesmuseum Württemberg ha, oltre alla sede centrale di Stoccarda, diverse sedi distaccate:
- Bad Schussenried
  - Kloster Schussenried
- Stuttgart
  - Altes Schloss: Archäologische Sammlungen, Kunst- und kulturgeschichtliche Sammlungen; Kunstkammer; Kronschatz; Kindermuseum Junges Schloss
  - Fruchtkasten: Musikinstrumentensammlung
  - Neues Schloss: Römisches Lapidarium
- Waldenbuch
  - Schloss: Museum der Alltagskultur
- Aulendorf
  - Schlossmuseum: Kunst des Klassizismus + Altes Spielzeug
- Bad Urach
  - Schloss Urach: höfische Prunkschlitten
- Heidenheim an der Brenz
  - Schloss Hellenstein: Museum für Kutschen, Chaisen, Karren
- Leinfelden-Echterdingen
  - Deutsches Spielkartenmuseum
- Ludwigsburg  Ecco due dei musei delle filiali del Landesmuseum. Il Museo della moda mostra abbigliamento europeo dal 18 ° al 20 ° secolo; Il Museo della Ceramica ha il più grande inventario mondiale di prodotti della Ludwigsburger Porzellanmanufaktur, fondata nel 1758..
  - Residenzschloss Ludwigsburg: Modemuseum
  - Residenzschloss Ludwigsburg: Keramikmuseum
- Rottweil
  - Dominikanermuseum: Mittelalterliche Plastik

Il Museo Archeologico del Baden-Württemberg è stato istituito nel 1989 con sede principale a Costanza; dal 2003 il Landesmuseum Württemberg include inoltre le sedi di:
- Walheim (Roman House)
- Osterburken (Museo romano)
- Aalen (Limesmuseum)
- Rottweil (dipartimento di antichità romane del Museo Dominicano) Oberriexingen (cantina romana)
- Bad Buchau (Federseemuseum con villaggio dell'età della pietra).

## Le collezioni su Internet
Quasi 2.000 oggetti provenienti dalle collezioni di visualizzazione correnti possono essere consultati attraverso il catalogo digitale del museo. La collezione in vetro Wolf, la collezione di arte nel Castello Vecchio e del Meurer raccolta possono essere ricercati attraverso il portale BAM. La collezione della vetreria Wolf, le collezioni artistiche del "Kunst im Alten Schloß" e "Sammlung Meurer" possono essere consultate attraverso il portale BAM.

## Landesstelle für Museumsbetreuung
La Landesstelle degli uffici museali è una organizzazione non governativa separata dal Landesmuseum Württemberg nata nel 1979. Essa supporta musei, raccolte e strutture museali del Baden-Württemberg.